# Tortula hoppeana
Tortula hoppeana ist eine Laubmoos-Art aus der Familie Pottiaceae, die auch unter dem Synonym Desmatodon latifolius (Hedw.) Brid. bekannt ist. Deutsche Namen sind Breitblättriges Bandzahnmoos oder Gewöhnliches Zungenmoos.

## Merkmale
Die (ohne Sporogone) etwa 5 bis 20 Millimeter großen, gelbgrünen bis braungrünen Pflanzen wachsen in lockeren Rasen oder dichten Polstern. Die Blätter sind zungenförmig bis breit lanzettlich, hohl, stumpf oder zugespitzt. Feuchte Blätter sind aufrecht abstehend, trockene gefaltet und gedreht. Die Blattrippe tritt mit einem mehr oder weniger langen Glashaar aus (bei var. brevicaulis) oder endet vor der Blattspitze (bei var. muticus). Die Blattränder sind bis zur Spitze umgebogen. Die Blattzellen sind am Blattgrund rechteckig, im oberen Blattteil abgerundet quadratisch oder vieleckig und dicht papillös.
Das Moos ist einhäusig und bildet häufig Sporenkapseln aus. Diese sind zylindrisch und aufrecht. Die Seta ist 1 bis 2 Zentimeter lang, die Kalyptra reicht bis zum Grund der Kapsel herab, der Deckel ist kurz geschnäbelt. Die 16 Peristomzähne sind fast bis zum Grund in meist 2 Schenkel gespalten. Die papillösen Sporen messen 19 bis 25 Mikrometer.

## Varietäten
Es werden zwei Varietäten unterschieden: Pflanzen mit Glashaar an den Blattspitzen werden als var. brevicaulis (Brid.) Schimp. und solche ohne austretende Blattrippe als var muticus Brid. bezeichnet.

## Standortansprüche
Das Moos besiedelt im Gebirge vorwiegend Rasenlücken in sonnigen, meist südexponierten und trockenen Lagen, sowohl auf basenreicher als auch auf basenarmer Erde. In den Alpen lebt es von der subalpinen bis zur nivalen Stufe, also in etwa 1500 bis 3300 Metern Höhe.

## Verbreitung
In Europa ist die Art in Nord- und Osteuropa sowie auf den Gebirgen von West-, Mittel- und Südeuropa verbreitet. Auf den Britischen Inseln fehlt sie. Neben Europa gibt es Vorkommen in Asien, Nordafrika, Nord- und Südamerika.

## Name
Die Art ist nach David Heinrich Hoppe (1760–1846), einem deutschen Arzt und Professor der Botanik, benannt.